# Голубятня

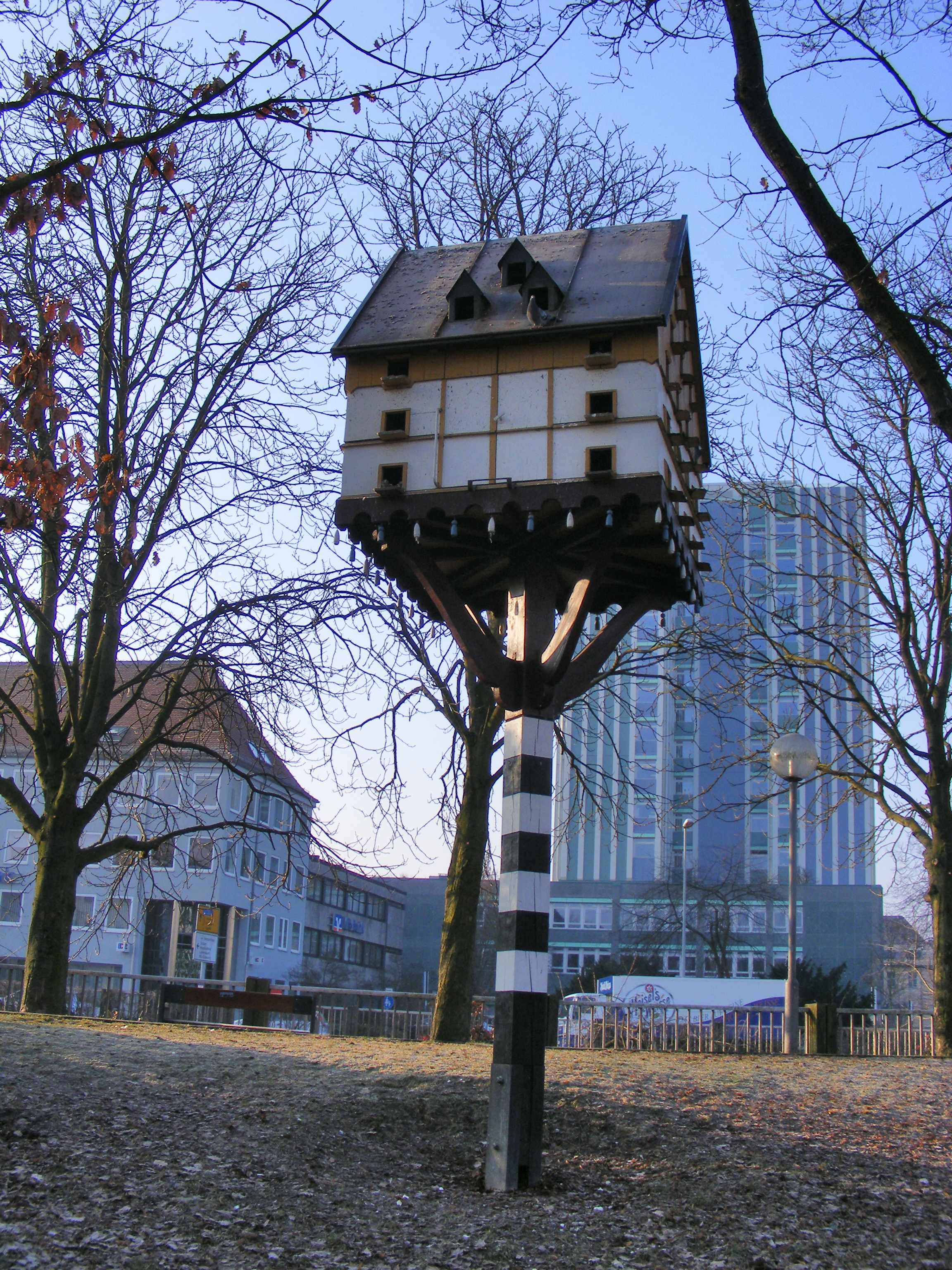
Башня-голубятня

Голубя́тня (изредка голубник, голубница) — помещение для содержания и размножения голубей (в том числе на мясо). Усадебное строительство зачастую включало голубятню в виде многоярусной круглой башни на возвышении (обычно стойке).

## История

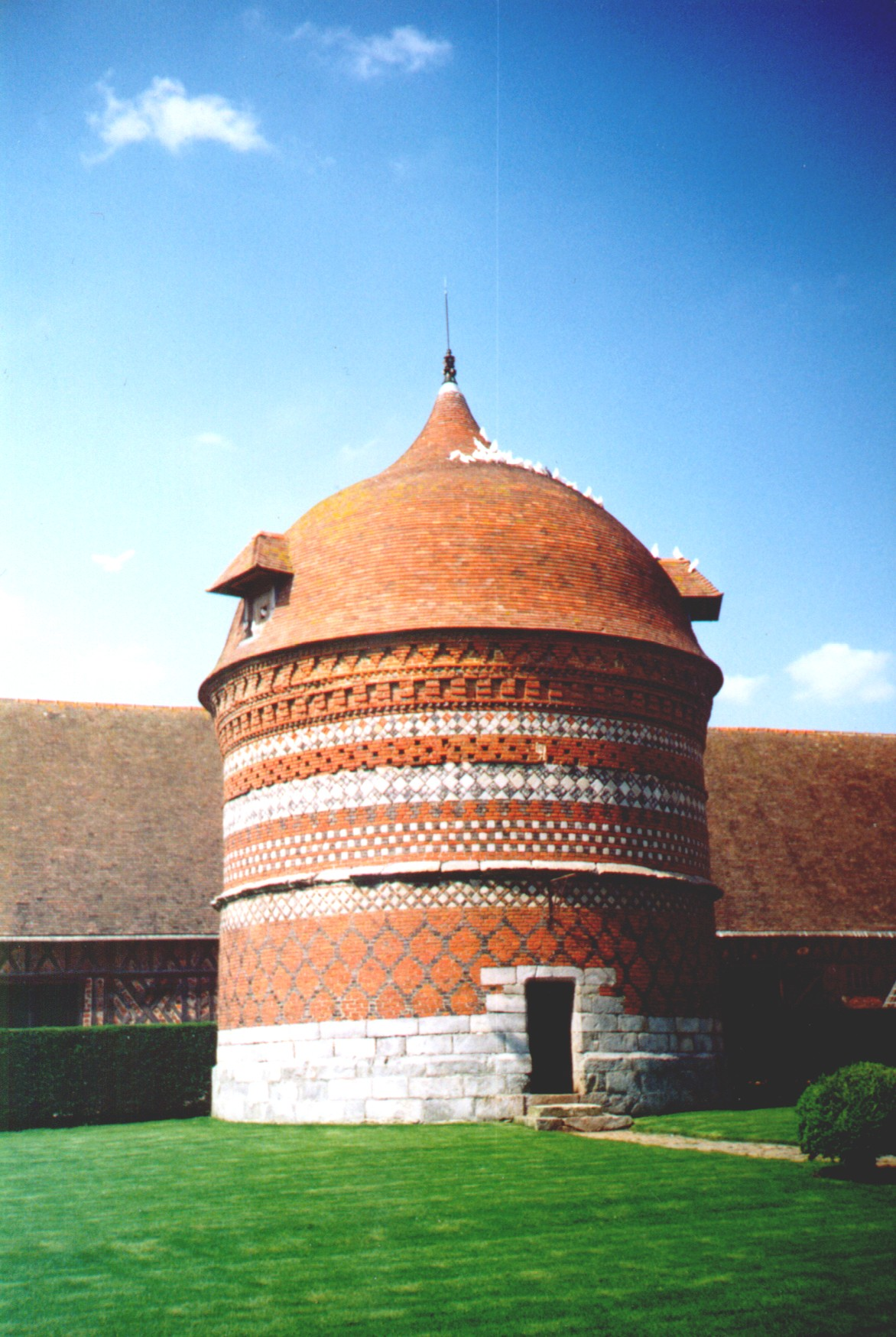
Голубятня в Мэнор д’Анго

Право иметь голубятню (фр. droit du colombіer) в феодальных обществах Европы являлось дворянской привилегией, наряду с другими «правами угодий»: правом преимущественного лесопользования и охоты на чужих землях. В средневековой французской архитектуре отдельно стоящие голубятни были признаком высокого статуса и потому были весьма заметными сооружениями.
В Средние века в Европе строили голубятни — отдельные постройки, в которых выращивали голубей. Голубятни по праву считались «живыми кладовыми», где хранился источник мяса для неожиданных гостей, кроме того, продажа излишка птиц приносила дополнительный доход. Колонисты ввели голубятни в обиход жителей Южной Америки и Африки.

## Другие значения
Другие значения слова образованы по аналогии с основным, обыгрывая малый размер и/или высокое размещение:
- маленькое помещение для жилья на верхнем этаже, под крышей здания[5];
- в XIX веке — каюта на корабле (обычно для матросов)[6].

## Галерея

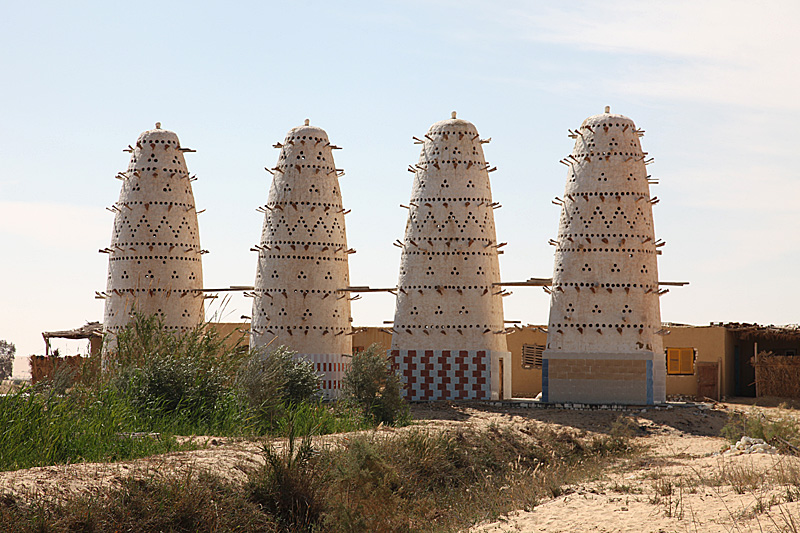
Египетские голубятни в оазисе Сива
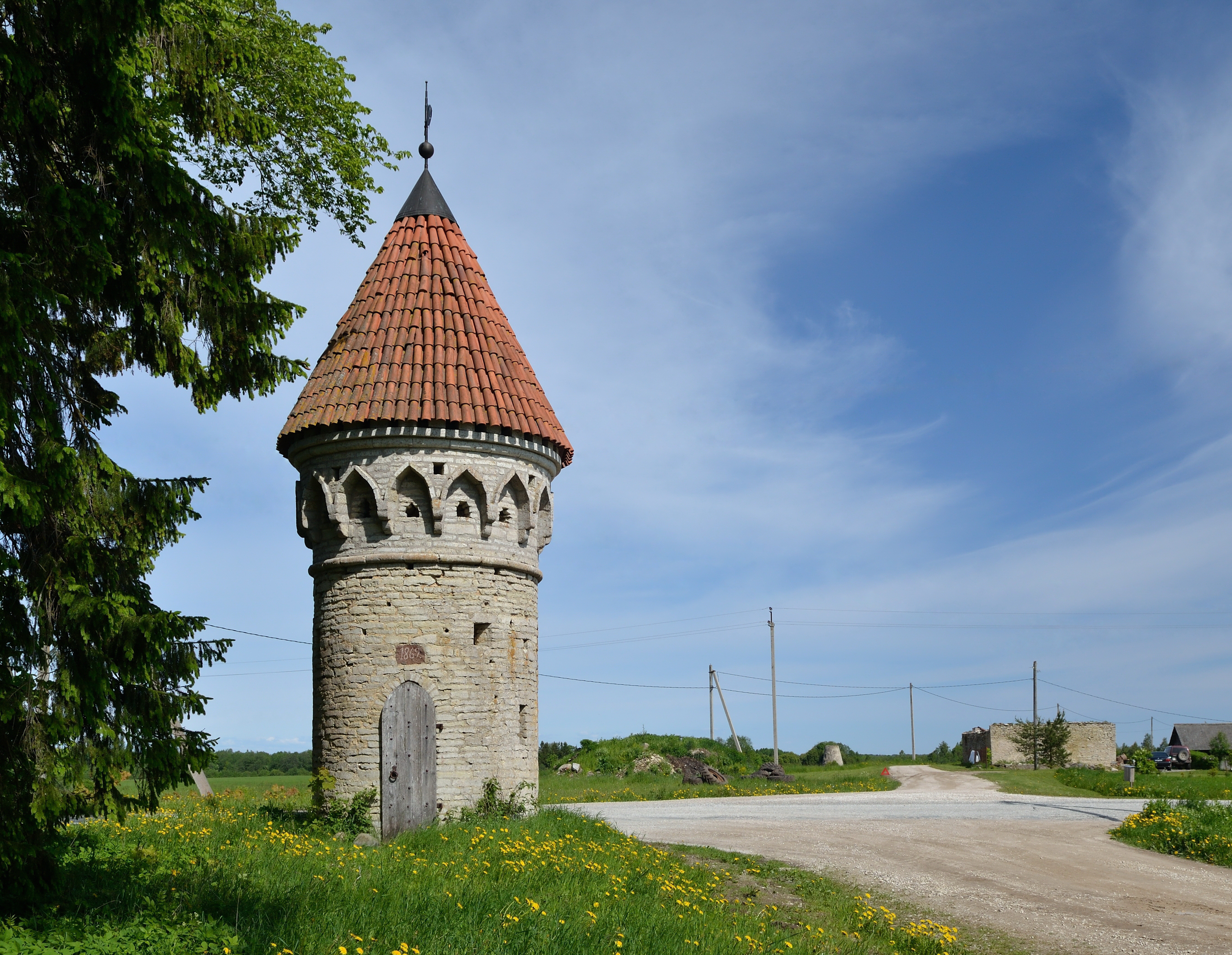
Кавасту, Эстония
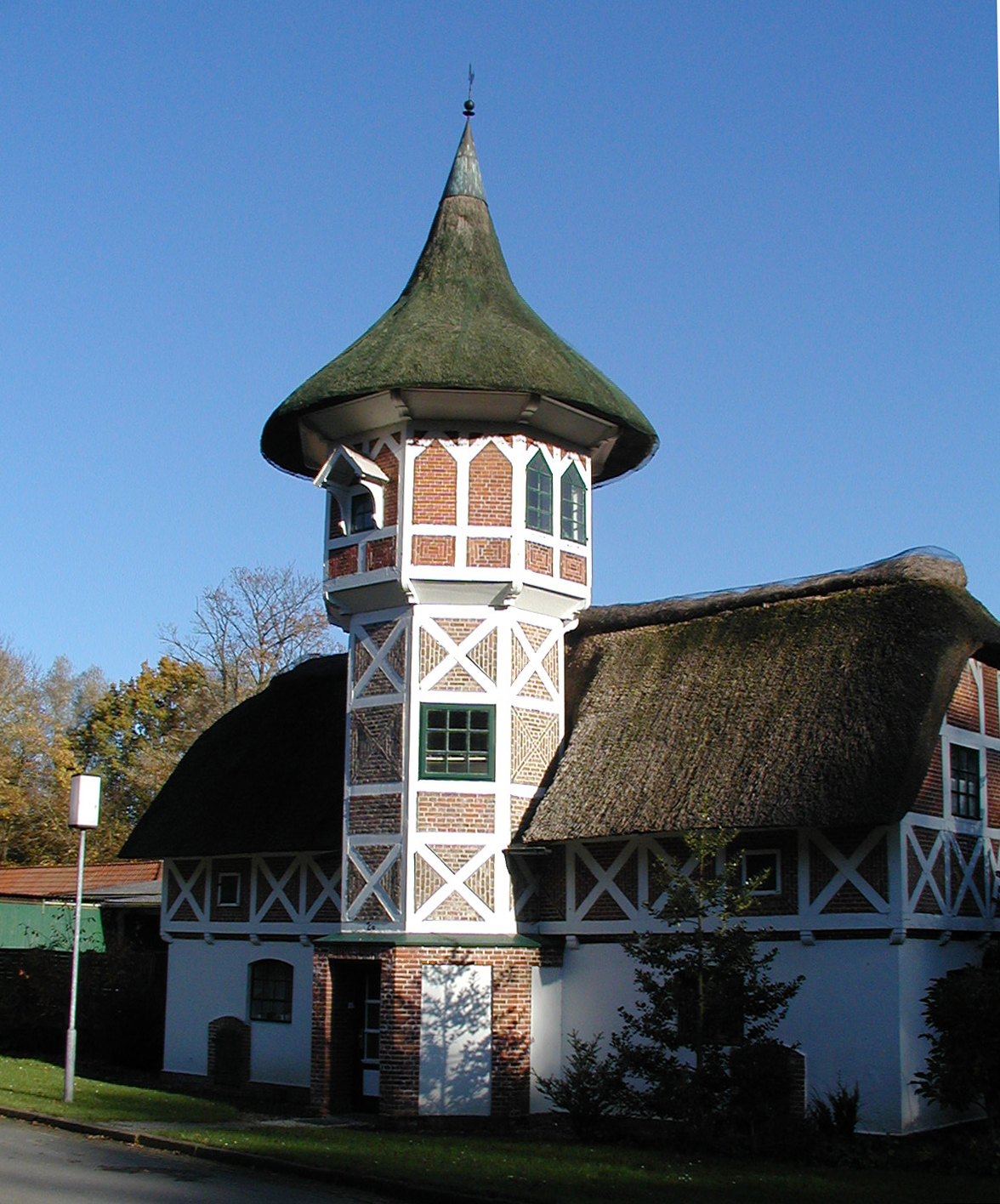
Голубятня на территории замка Каденберге, Германия
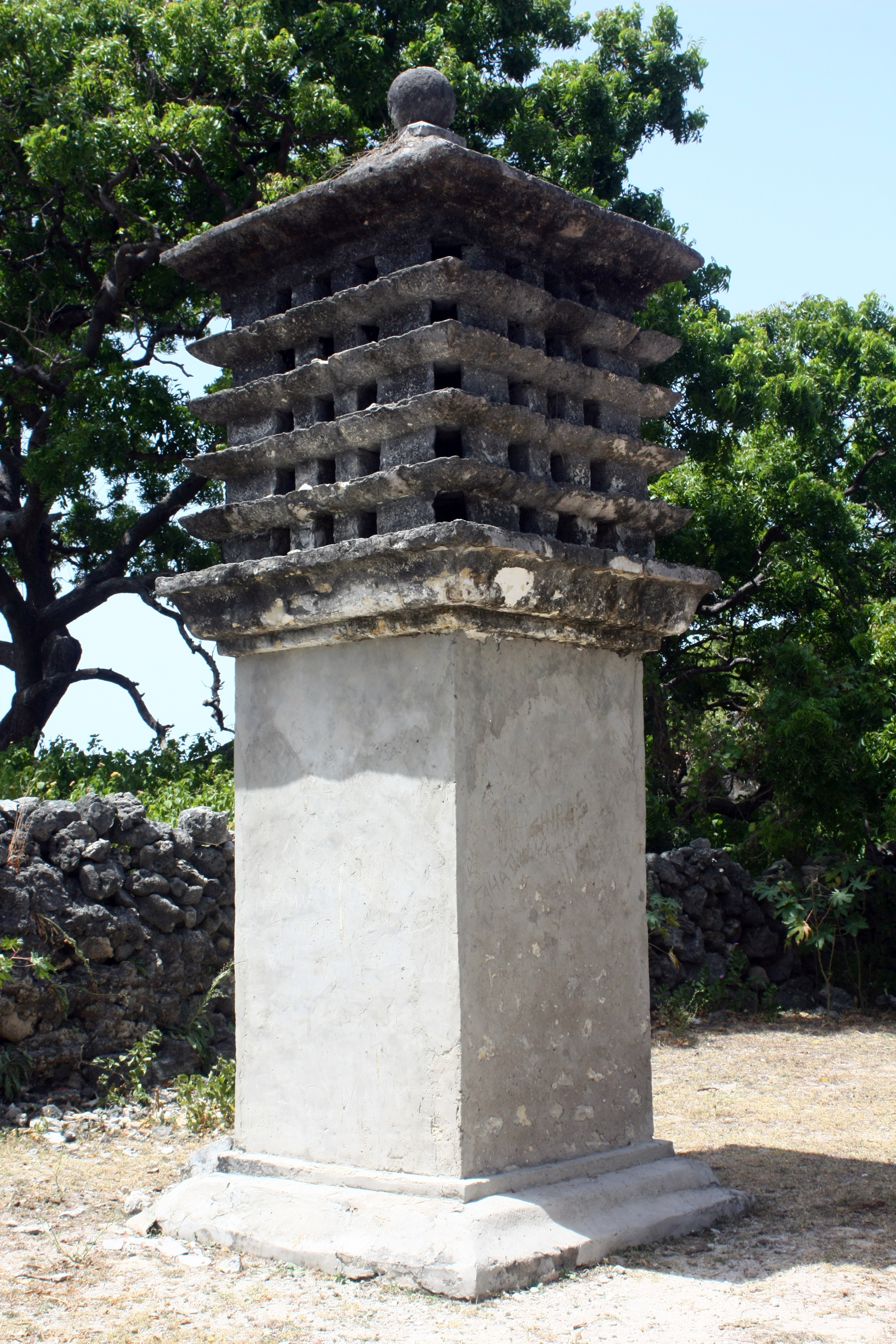
Голубятня на Шри-Ланке, построенная в колониальное время
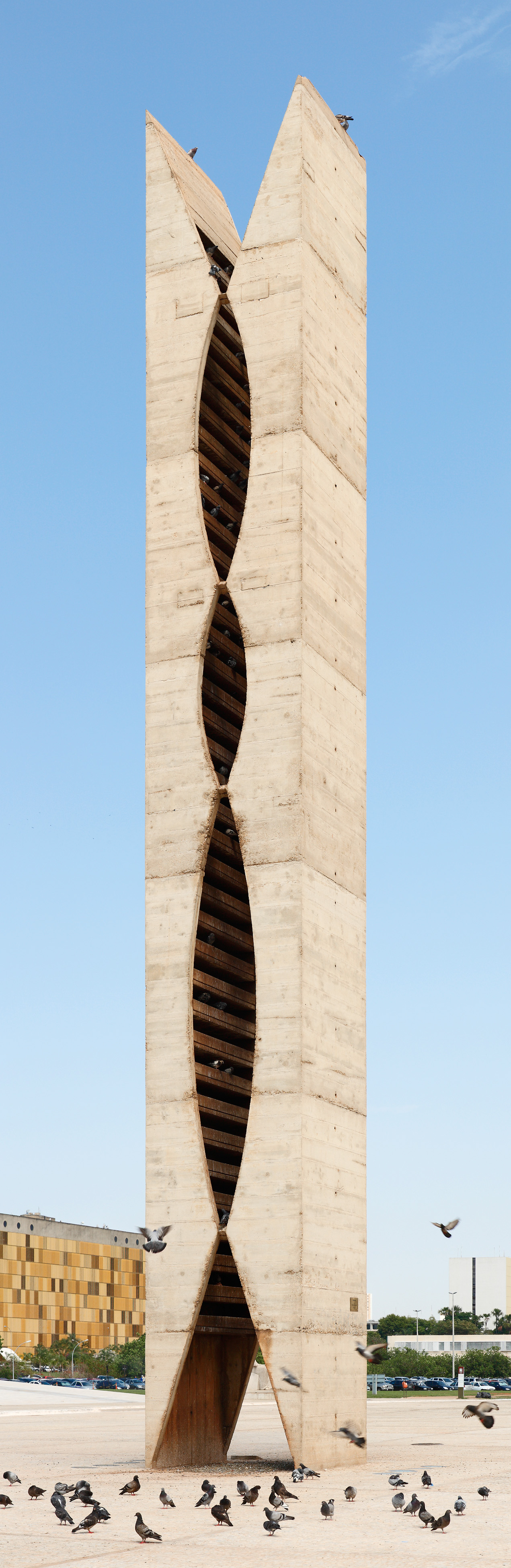
Современная голубятня архитектора Оскара Нимейера в Бразилии